# Джордж Плантагенет, 1-й герцог Бедфорд
Джордж Плантагенет, герцог Бедфорд (англ. George Plantagenet, 1st Duke of Bedford; март 1477, Виндзорский замок — март 1479, Виндзорский замок) — английский принц из дома Йорков; младший сын короля Англии Эдуарда IV и Елизаветы Вудвилл. Умер в возрасте около двух лет предположительно от бубонной чумы.

## Биография
Джордж родился в марте 1477 года в Виндзорском замке и был младшим из троих сыновей и восьмым ребёнком из десяти детей короля Англии Эдуарда IV и Елизаветы Вудвилл; также у принца было двое единоутробных братьев от брака матери с Джоном Греем из Гроуби — Томас и Ричард. По отцу мальчик был внуком Ричарда Плантагенета, 3-го герцога Йоркского, заявившего о правах дома Йорка на корону Англии, и Сесилии Невилл; по матери — Ричарда Вудвилла, 1-го графа Риверса, и Жакетты Люксембургской. На протяжении всей жизни принц был младшим ребёнком из семерых переживших младенчество детей Эдуарда IV и Елизаветы. Также, на протяжении всей жизни Джордж занимал третье место в очереди на трон после старших братьев Эдуарда и Ричарда. Няньками принца были Джоан, баронесса Дакр, и Агнес Батлер, которая также занималась воспитанием старшей сестры Джорджа — Анны.
Ещё в младенчестве, предположительно в 1478 году, Джорджу был пожалован титул герцога Бедфорда, которого был лишён актом парламента предыдущий носитель Джордж Невилл — за финансовую неспособность соответствовать герцогскому титулу. В 1478 году Джордж получил почётный пост лорда-лейтенанта Ирландии. Год спустя, в марте 1479 года, Джордж умер в Виндзорском замке в возрасте около двух лет. Смерть принца совпала по времени с эпидемией бубонной чумы, поэтому историки предполагают, что мальчик умер именно от этой болезни. Джордж был похоронен в часовне Святого Георгия Виндзорского замка. Позднее, в 1482 году рядом с Джорджем была похоронена его старшая сестра Мария, умершая в возрасте четырнадцати лет.
В 1789 году рабочий, осуществлявший ремонт в капелле, случайно обнаружил и вскрыл склеп короля Эдуарда IV и его жены Елизаветы Вудвилл. В примыкающем к склепу помещению были обнаружены гробы двоих детей — Джорджа и Марии. Однако когда в 1801 году в капелле подготавливались места для захоронения членов семьи Георга III, в другом помещении были обнаружены останки ещё двоих детей; одни останки подпадали под параметры Марии. Таким образом, неизвестно, чьи останки были захоронены рядом с могилой Эдуарда IV и его жены.

## В культуре
Джордж упоминается в телесериале «Белая королева». В телесериале роды у королевы Елизаветы проходят тяжело, и принц умирает вскоре после рождения на руках у умирающей бабушки Жакетты Люксембургской.

## Комментарии
1. ↑  Также мог именоваться Джордж Йоркский  и по месту рождения — Джордж Виндзорский
2. ↑  Младшие сестры Джорджа, Екатерина и Бриджит, родились уже после смерти мальчика.
3. ↑  Жакетта Люксембургская умерла 30 мая 1472 года; в том же году у Елизаветы Вудвилл 10 апреля родилась дочь Маргарет, умершая 11 декабря.